# 世界ノンフィクション全集
世界ノンフィクション全集（せかいノンフィクションぜんしゅう）は、筑摩書房より1960年から1964年にかけて刊行されたノンフィクション文学の叢書。箱入り（箱は黄色）、ハードカバー、ビニールカバー付き。全50巻。
編集は、英文学者の中野好夫、中国文学者の吉川幸次郎、仏文学者の桑原武夫。

## 刊行一覧
- 『世界ノンフィクション全集 1』 1960.4
  - 「世界最悪の旅」（A・チェリー＝ガラード、加納一郎訳）
  - 「さまよえる湖」（スウェン・ヘディン、岩村忍,  矢崎秀雄共訳）
  - 「コン・ティキ号探検記」（トール・ハイエダール、水口志計夫訳）
  - 「黒竜江紀行」（間宮林蔵）

- 『世界ノンフィクション全集 2』 1960
  - 「神々のめでし人」（レオポルド・インフェルト、市井三郎訳）
  - 「微生物の狩人」（ポール・ド＝クライフ、秋元寿恵夫訳）
  - 「スエズ運河」（ジャン・デルベ、青柳瑞穂訳）
  - 「中江兆民奇行談」（岩崎徂堂）
    - 付「中江兆民の生涯」（小島祐馬）

- 『世界ノンフィクション全集 3』 1960.6
  - 「わがエヴェレスト」（エドモンド・ヒラリー、松方三郎ほか訳）
  - 「翼よ、あれがパリの灯だ」（チャールズ・A・リンドバーグ、佐藤亮一訳）
  - 「フラム号漂流記」（フリッチョフ・ナンセン、加納一郎訳）
  - 「単騎遠征」（福島安正）

- 『世界ノンフィクション全集 4』 1960.7
  - 「カチン族の首かご」（妹尾隆彦）
  - 「極北生活三十年」（ヤン・ウェルツル、中垣虎児郎訳）
  - 「ニューギニア探検記」（I・F・チャンピオン、三吉朋十訳）
  - 「悲しき南回帰線」（クロード・レヴィ＝ストロース、室淳介訳）

- 『世界ノンフィクション全集 5』 1960.7
  - 「タイタニック号の最期」（ウォルター・ロード、佐藤亮一訳）
  - 「アルプスの悲劇」（シャルル・ゴス、近藤等訳）
  - 「劔沢に逝ける人々」（東大山の会）
  - 「松尾峠の思い出」（槙有恒、三田幸夫）
  - 「太平洋漂流四十九日」（イズベスチヤ紙、南信四郎訳）

- 『世界ノンフィクション全集 6』 1960.8
  - 「チベット旅行記」（河口慧海、河口正編）
  - 「リヴィングストン発見記」（ヘンリー・モートン・スタンリー、村上光彦, 三輪秀彦共訳）
  - 「メッカへの道」（モハンマッド・アスアド、林昂訳）
  - 「除霞客遊記」（除宏祖、三木克己訳）

- 『世界ノンフィクション全集 7』 1960.9
  - 「砂漠の反乱」（T・E・ロレンス、小林元訳）
  - 「セポイの乱」（V・D・サヴァルカール、鈴木正四訳）
  - 「太平天国」（李秀成、大曽根純訳）
  - 「ステンカ・ラージン」（金子幸彦）

- 『世界ノンフィクション全集 8』 1960.10
  - 「ソーニャ・コヴァレフスカヤ」（ソーニャ・コヴァレフスカヤ, アン・シャロット・エドグレン＝レフラー、野上弥生子訳）
  - 「自伝」（マリー・キュリー、木村彰一訳）
  - 「わが母マリー・キュリーの思い出」（イレーヌ・キュリー、内山敏訳）
  - 「ブロンテ姉妹」（阿部知二）
  - 「武士の娘」（杉本鉞子、大岩美代訳）

- 『世界ノンフィクション全集 9』 1960.11
  - 「フランス革命」（ルイ・マドラン、柴田三千雄訳）
  - 「ペトログラード1917年」（N・N・スハノフ、猪木正道, 古瀬恒介共訳）
  - 「中国の赤い星」（エドガー・スノウ、宇佐美誠次郎訳）

- 『世界ノンフィクション全集 10』 1960.12
  - 「トロイアの黄金」（ロバート・ペイン、高津久美子訳）
  - 「コータンの廃墟」（オーレル・M・スタイン、松田寿男訳）
  - 「パピルスの国・粘土の国」（W・H・ブールトン、平田寛・糸賀昌昭 訳）

- 『世界ノンフィクション全集 11』 1960.12
  - 「パスツール伝」（ルネ・ヴァレリー＝ランド、桶谷繁雄訳）
  - 「フランクリン自伝」（ベンジャミン・フランクリン、松本慎一・西川正身 訳）
  - 「福翁自伝」（福沢諭吉、富田正文編）
  - 「顧炎武の生涯」（趙儷生、三沢玲爾訳）

- 『世界ノンフィクション全集 12』 1961.1
  - 「0の暁」（W・L・ローレンス、崎川範行訳）
  - 「ラザフォード」（J・G・クラウザー、金関義則・今井春雄 訳）
  - 「アインシュタインと共に」（レオポルド・インフェルト、市井三郎訳）
  - 「錬金術師 近代化学の創設者たち」（F・シャーウッド・テイラー、平田寛訳）

- 『世界ノンフィクション全集 13』 1961.2
  - 「1914年7月」（エミール・ルードウィヒ、早坂二郎訳）
  - 「ヒトラー最後の日」（ヒュー・トレヴァー＝ローパー、橋本福夫訳）
  - 「絶後の記録」（小倉豊文）

- 『世界ノンフィクション全集 14』 1961.3
  - 「アメリカ彦蔵回想記」（ジョゼフ・ヒコ、中川努訳）
  - 「遣米使日記」（村垣淡路守、川村善二郎編）
  - 「航西日記」（渋沢栄一、大江志乃夫編）
  - 「シベリア日記」（榎本武揚）

- 『世界ノンフィクション全集 15』 1961.4
  - 「ドレフュス事件」（大佛次郎）
  - 「サッコ＝ヴァンゼッティの最期」（フィル・ストング、木下秀夫訳）
  - 「ローゼンバーグ事件」（E・X・ブッシュ、庄司浅水訳）
  - 「大逆事件」（神崎清）

- 『世界ノンフィクション全集 16』 1961.5
  - 「いちばん長い日」（コーネリアス・ライアン、近藤等訳）
  - 「ドンとヴォルガ」（ポーデウィルス、金森誠也訳）
  - 「インパール」（高木俊朗）

- 『世界ノンフィクション全集 17』 1961.6
  - 「砂漠の王者」（H・C・アームストロング、古沢安二郎訳）
  - 「自叙伝」（マハトマ・ガーンディー、木暮義雄訳）
  - 「ロンドン被難記」（孫文、芦田孝昭訳）
  - 「革命の哲理」（ナーセル、林昂訳）

- 『世界ノンフィクション全集 18』 1961.7
  - 「ヴィクトリア女王」（リットン・ストレイチー、小川和夫訳）
  - 「西太后に侍して」（徳齢、太田七郎・田中克己 訳）
  - 「エカテリーナ回想記」（エカテリーナ二世・アレクセーエヴナ、小川和夫訳）

- 『世界ノンフィクション全集 19』 1961.8
  - 「太平洋航海記」（ジェイムズ・クック、荒正人訳）
  - 「コロンブスの夢」（サルバドール・デ・マダリアーガ、野口啓祐訳）
  - 「長春真人西遊記」（李志常、岩村忍訳）
  - 「耶律楚材西遊録」（耶律楚材、中野美代子訳）

- 『世界ノンフィクション全集 20』 1961.9
  - 「ララミーへの道」（F・パークマン、刈田元司訳）
  - 「フォーセット探検記」（P・H・フォーセット、吉田健一訳）
  - 「ピグミーとの8年間」（アン・E・プトナム、水口志計夫訳）

- 『世界ノンフィクション全集 21』 1961.10
  - 「ロシアの夜」（ヴェーラ・フィグネル、金子幸彦・和田春樹 訳）
  - 「友人への手紙」（ローザ・ルクセンブルグ、伊藤成彦訳）
  - 「私の半生涯」（福田英子、和田芳恵訳）

- 『世界ノンフィクション全集 22』 1961.11
  - 「ナポレオン」（エミール・ルードウィヒ、金沢誠訳）
  - 「ジンギスカン実録」（山口修訳）
  - 「アレクサンダー大王」（ピエール・ジュゲー、粟野頼之祐訳）
  - 「ジュリアス・シーザー」（スエトニウス、風間喜代三、田中利光共訳）

- 『世界ノンフィクション全集 23』 1961.12
  - 「ヴェネチアの恋」（A・アダム、江口清訳）
  - 「愛のデュエット」（H・W・ベール編、山口四郎訳）
  - 「詩人の母」（A・グンデルト編、高橋健二編訳）

- 『世界ノンフィクション全集 24』 1961
  - 「バウンティ号の反乱」（W・ブライ、由良君美編訳）
  - 「アルプスの北壁」（アンデルル・ヘックマイアー、安川茂雄訳）
  - 「非情の山K2」（チャールス・S・ハウストン, ロバート・H・ベーツ、伊藤洋平訳）
  - 「船長日記」（池田寛親、北条明直訳）

- 『世界ノンフィクション全集 25』 1962.1
  - 「自由フランスの旗の下に」（レミイ、岡田真吉訳）
  - 「絞首台からレポート」（ユリウス・フゥチーク、栗栖継訳）
  - 「尋問」（アンリ・アレッグ、長谷川四郎訳）
  - 「ナチスへの反逆」（ハンス・ロートフェルス、西村貞二訳）

- 『世界ノンフィクション全集 26』 1962.2
  - 「おそるべき証人」（D・G・ブラウン, E・V・テュレット、永川玲二訳）
  - 「死刑囚は逃げた」（A・ドヴィニ、田辺貞之助訳）
  - 「ある死体の冒険」（ユーウィン・モンタギュー、北村栄三訳）

- 『世界ノンフィクション全集 27』 1962.3
  - 「神との結婚」（ロモラ・ニジンスキー、三田正道訳）
  - 「パリ放浪記」（フランシス・カルコ、井上勇訳）
  - 「ドストエフスキー」（アンナ・ドストエフスカヤ、羽生操訳）
  - 「唐伯虎伝」（岩城秀夫）

- 『世界ノンフィクション全集 28』 1962.4
  - 「アウシュヴィッツの五本の煙突」（オルガ・レンゲル、金森誠也訳）
  - 「白バラは散らず」（インゲ・ショル、内垣啓一訳）
  - 「ダヴィドの日記」（ダヴィド・ルビノーヴィチ、木村彰一訳）
  - 「戦没学生の手記」（山下肇訳）

- 『世界ノンフィクション全集29』 1962.5
  - 「皇帝ネロ」（タキトゥス、国原吉之助訳）
  - 「山田長政」（エレミヤス・ファン・フリート、村上直次郎訳）
  - 「ラスプーチン」（R・フュレープ＝ミラー、酒井只男訳）
  - 「黒シャツ党のローマ進軍」（アンドレ・ファルク、山上正太郎訳）

- 『世界ノンフィクション全集 30』 1962.6
  - 「レーニン」（レフ・トロツキー、松田道雄訳）
  - 「一革命家の思い出」（ピョートル・クロポトキン、藤本良造訳）
  - 「自叙伝」（大杉栄）

- 『世界ノンフィクション全集 31』 1962.7
  - 「バルチック艦隊の最期」（V・セミョーノフ、大久保康雄訳）
  - 「第八路軍従軍記」（アグネス・スメドレー、加藤賢蔵訳）
  - 「恐怖の島タラワ」（ロバート・シャーロッド、中野五郎訳）
  - 「戦艦大和の最期」（吉田満）
  - 「マラヤの虜囚」（L・ヴァンダー＝ポスト、由良君美訳）

- 『世界ノンフィクション全集 32』 1962.7
  - 「メキシコ征服」（ベルナール・ディーアス＝デル＝カスティーリョ、三浦朱門訳）
  - 「インカ帝国年代記」（ペドロ・デ・シエサ＝デ＝レオン、寺田和夫訳）
  - 「砂漠に書かれた歴史」（エル・ベルシャドスキー、南信四郎訳）

- 『世界ノンフィクション全集 33』 1962.8
  - 「モスクワ＝パリ放浪記」（ストロゴフ、岡田真吉訳）
  - 「三十三年の夢」（宮崎滔天、三田正道訳）
  - 「一放浪哲学者の生涯」（マイモン、小林登訳）
  - 「浮生六記」（沈三白、石田貞一訳）

- 『世界ノンフィクション全集 34』 1962.9
  - 「ブダペスト1956年」（L・ベケ、皆河宗一訳）
  - 「希望の終り」（J・エルマーノス、松浪信三郎訳）
  - 「ダヴォス殺人事件」（エミール・ルードウィヒ、栗原時雄訳）
  - 「暗黒日記」（清沢洌）

- 『世界ノンフィクション全集 35』 1962.10
  - 「三大陸周遊記」（イブン・バットゥータ、前嶋信次訳）
  - 「ダッタン通信」（ピーター・フレミング、川上芳信訳）
  - 「ウスリー紀行」（ウラジーミル・アルセーニエフ、長谷川四郎訳）
  - 「驂鸞録・攬轡録」（范成大、小川環樹訳）

- 『世界ノンフィクション全集 36』 1962.11
  - 「南極探検」（白瀬矗）
  - 「懺悔」（木下尚江）
  - 「野口英世伝」（グスタフ・エクスタイン、内田清之助訳）
  - 「体験八十五年」（本多静六）

- 『世界ノンフィクション全集 37』 1962.12
  - 「戦艦ポチョムキンの反乱」（リチャード・ハフ、由良君美訳）
  - 「カタロニア讃歌」（ジョージ・オーウェル、橋口稔訳）
  - 「閔后暗殺」（小早川秀雄、川村善二郎訳）

- 『世界ノンフィクション全集 38』 1963.1
  - 「怪盗ヴィドック自伝」（フランソワ・ヴィドック、岡田真吉訳）
  - 「モンテージ事件」（ヤング、新庄哲夫訳）
  - 「夜の大統領カポネ」（パズレー、中野五郎訳）
  - 「人買い伊平治自伝」（村岡伊平治）

- 『世界ノンフィクション全集 39』 1963.2
  - 「ある黒人奴隷の半生」（フレデリック・ダグラス、刈田元司訳）
  - 「思痛記」（李小池、松枝茂夫訳）
  - 「黒い灯」（イルムガルト・リッテン、野上弥生子訳）
  - 「浦上切支丹・旅の話」（浦川和三郎）

- 『世界ノンフィクション全集 40』 1963.3
  - 「ちょっとピンぼけ」（ロバート・キャパ、川添浩史・井上清壹 訳）
  - 「黒い哀しい歌」（ビリー・ホリディ、油井正一・大橋巨泉 訳）
  - 「ハリウッドの王子」（エロール・フリン、三田正道訳）

- 『世界ノンフィクション全集 41』 1963.4
  - 「獄中日記」（アルフレド・ドレフュス、岡田真吉訳）
  - 「愛は死を見つめて」（ワーテンベイカー、高橋正雄訳）
  - 「愛と恐れ」（E・カミュ、江上照彦訳）
  - 「エミーよ」（金子和代）

- 『世界ノンフィクション全集 42』 1963.5
  - 「ベルンハルト作戦」（アンソニー・ピリー、笹川武男訳）
  - 「わが名はキケロ」（エリザ・バズナ、香山清訳）
  - 「スパイの群像」（ロナルド・セス、深沢京子訳）

- 『世界ノンフィクション全集 43』 1963.6
  - 「南海の泡沫」（V・カウルズ、大橋吉之輔訳）
  - 「ロスチャイルド家の興隆」（セシル・ロス、井上一夫訳）
  - 「カーネギー自伝」（アンドリュー・カーネギー、坂西志保訳）

- 『世界ノンフィクション全集 44』 1963.6
  - 「マッターホルン登攀記」（E・ウィンパー、近藤等訳）
  - 「アルプス・コーカサス登攀記」（A・F・ママリー、石一郎訳）
  - 「沈黙の世界」（ジャック・イーヴ・クストー、佐々木忠義訳）
  - 「メデューズ号の筏」（豊島与志雄）

- 『世界ノンフィクション全集 45』 1963.7
  - 「マジェランの世界一周」（レオンス・ペイヤール、高田勇訳）
  - 「アラビア砂漠」（C・M・ダウティ、小野寺健訳）
  - 「トランス・ヒマラヤ」（スウェン・ヘディン、勝藤猛訳）

- 『世界ノンフィクション全集 46』 1963.8
  - 「ラコニア号遭難事件」（レオンス・ペイヤール、近藤等・寿里茂 訳）
  - 「祖国よ、雪山よ」（D・ハワース、斎藤正躬訳）
  - 「流れる星は生きている」（藤原てい）

- 『世界ノンフィクション全集 47』 1963.10
  - 「私は冒険と結婚した」（オサ・ジョンソン、本多喜久夫訳）
  - 「シベリア隊商紀行」（玉井喜作、小林健祐訳）
  - 「東洋放浪記」（メンデス・ピント、近藤昇一訳）

- 『世界ノンフィクション全集 48』 1963.11
  - 「南シナ海の彩帆隊」（A・イ＝リリアス、大木篤夫訳）
  - 「悪名高い海賊たち」（C・ジョンソン、別枝達夫訳）
  - 「バルバリア海賊盛衰史」（S・レーン＝プール、前嶋信次訳）
  - 「ヴァイキング物語」（G・ジョーンズ編、荒正人訳）

- 『世界ノンフィクション全集 49』 1963.12 
  - 「ロンドンの恐怖」（J・リーサー、由良君美訳）
  - 「ポンペイの最期」（佐藤亮一訳編）
  - 「大地は壊れたり」（田淵巌）

- 『世界ノンフィクション全集 50』 1964.2
  - 「懐往事談」（福地源一郎）
  - 「戊辰物語」（東京日日新聞社会部編）
  - 「木戸孝允日記」（川村善二郎編）
  - 「高橋是清自伝」（上塚司編）
  - 「西南の役 - 鹿児島県史の抜萃」